# Cariblatta silvicola
Cariblatta silvicola es una especie de cucaracha del género Cariblatta, familia Ectobiidae.

## Distribución
Esta especie se encuentra en Brasil (Río de Janeiro).